# Bertie Mee
Bertie Mee, właśc. Bertram Mee (ur. 25 grudnia 1918 w Bulwell, Nottinghamshire, Anglia, zm. 22 października 2001 w Londynie, Anglia) – angielski trener piłkarski i piłkarz.
W ciągu swojej krótkiej kariery Mee reprezentował barwy tylko dwóch klubów – Derby County i Mansfield Town. W tym ostatnim klubie występował do 1933 roku.
Bardziej znany jest natomiast z roli trenera. Był szkoleniowcem Arsenalu Londyn, z którym początkowo związany był jako klubowy lekarz. Pod wodzą Meego londyński klub zdobył swoje pierwsze europejskie trofeum – Puchar Miast Targowych. Arsenal był pierwszym i zarazem ostatnim prowadzonym przez niego klubem i po odejściu z Highbury w 1976 roku, nie podjął już żadnej pracy trenerskiej.